# JW Player
JW Player ist ein US-amerikanisches Softwareunternehmen für Software zur Bild- und Tonverarbeitung. Sein namensgebendes Hauptprodukt ist ein Videoplayer zur Einbettung in Webseiten.
Die proprietäre Software wird als Software as a Service (SaaS) angeboten: in einer kostenlosen Grundversion für strikt unkommerzielle Websites sowie außerdem als bezahlte Dienstleistung. 2015 stieg die Zahl kommerzieller Kunden um über 40 % auf 15.000, in den USA sogar um 60 % in USA. 2,5 Millionen Websites nutzten die kostenlose Ausgabe und monatlich wurden eine Milliarde Zuschauer erreicht. Die Software existiert seit 2005 und ist nach dem Unternehmensgründer und ursprünglichen Entwickler Jeroen Wijering benannt.
Sie wurde zunächst als Open-Source-Software über Jeroens Blog verbreitet. Auch YouTube nutzte sie in den ersten Jahren bis zu seinem Aufkauf durch Google.
JW Player unterstützt
- MPEG-DASH (nur in Bezahlversion),
- Digitale Rechteverwaltung (DRM) (in Zusammenarbeit mit Vualto),
- interaktive Werbeeinblendungen,
- optische Anpassung mit Cascading Style Sheets (CSS).[1]

2015 wurde die vollständig neu geschriebene Version 7 veröffentlicht, die nun kleiner sein und schneller laden soll. Unterstützung für HTML5 Video und Flash Video sind seitdem in dieselbe HTML5-Software integriert, die Adobe-Flash-basierte Ausgabe wurde eingestellt.
Etwa 2007 oder 2008 wurde das Software-Produkt beim damals als Werbeagentur in New York neu gegründeten Unternehmen LongTail eingegliedert, das sich 2013 in JW Player umbenannte. Weiteres Produkt ist die Videoverwaltungs-Software JW Platform, ehemals bekannt als Bits On The Run.